# Kilómetro 111
Pour plus de détails, voir Fiche technique et Distribution.
Kilómetro 111 est un film argentin en noir et blanc réalisé par Mario Soffici avec un scénario d'Enrique Amorim,  Carlos Alberto Olivari et Sixto Pondal Ríos, Sorti le 31 août 1938 avec les principaux interprètes Pepe Arias, Ángel Magaña, Delia Garcés, José Olarra, et Miguel Gómez Bao.
Dans un sondage sur les 100 meilleurs films du cinéma argentin réalisé par le Museo del Cine Pablo Ducrós Hickenen 2000, le film est classé à la 33e place.

## Synopsis
Le film dramatique axé sur la critique sociale, contient également quelques passages de comédie et de mélodrame. L'arrière-plan du récit est constitué de confrontation de différents secteurs économiques, Les agriculteurs se plaignent du chemin de fer (à l'époque propriété britannique) en accusant de rendre difficile le transport de leur production et d'être complice des intermédiaires qui achètent les céréales pour les revendre ensuite aux exportateurs et industriels, en obtenant un profit au détriment des producteurs,
La construction de nouvelles routes, parallèles aux voies ferrées, encourageait le transport de marchandises par camion en concurrence avec le chemin de fer,
Le scénario penche résolument vers un point de vue qui condamne le rôle de l'intermédiaire et qui considère que les intérêts du chemin de fer et par extension ceux des hommes de la ville, s'opposent sur de nombreux aspects à ceux des producteurs, c'est-à-dire "les hommes de la campagne".

## Fiche technique
- Réalisateur : Mario Soffici
- Scénaristes :
  - Enrique Amorim
  - Carlos A. Olivari
  - Sixto Pondal Ríos
  - Mario Soffici

## Distribution
- Pepe Arias
- Ángel Magaña
- Delia Garcés
- José Olarra
- Miguel Gómez Bao
- Héctor Méndez (acteur)
- Inés Edmonson
- Juan Bono
- Choly Mur
- Arturo Podestá
- Eduardo Zucchi
- Alberto Terrones
- Julio Renato
- Leticia Scury
- Héctor Ferraro
- Adolfo Meyer
- Cirilo Etulain